# Ahn Ji-hye (actriz nacida en 1989)
Ahn Ji-hye (en hangul, 안지혜; nacida el 4 de febrero de 1989) es una actriz  surcoreana.

## Carrera
Hasta noviembre de 2022 estuvo representada por la agencia Finecut Entertainment. El 18 de dicho mes se anunció que había firmado un contrato exclusivo con Lead Entertainment.
Ahn Ji-hye empezó actuando cuando estaba en la universidad, donde fue la protagonista femenina de un musical por recomendación de un profesor. Sin embargo, su interés mayor ha sido siempre trabajar en filmes o series de acción. Debutó en 2012 con un pequeño papel en la película Love 911. En 2015, en la serie Six Flying Dragons, donde interpretaba a una espía, mostró su habilidad en el manejo de la espada. Su primer personaje protagonista fue el de Hyun-joo en 2018, en Our body, una mujer, empleada en una editorial y apasionada por el ejercicio físico y por correr, que sirve de modelo y ejemplo para una amiga.
En mayo de 2021 apareció con un pequeño en la serie de TVN Mine, donde dio vida a la subdirectora de la galería de arte que dirige la protagonista Seo-hyun (Kim Seo-hyung).
En abril de ese mismo año se estrenó en Corea del Sur la película Blow, Sword Wind, dirigida por Jo Ba-reun, donde la actriz vuelve a demostrar su habilidad en las escenas de acción, en las que no se recurrió al uso de dobles. A pesar de tratarse de una película de bajo costo de producción, en ella se incluyeron escenas de acción de alto nivel, con movimientos fluidos y no coreografiados, en los cuales destacó la actriz. De hecho, es considerada la más idónea para este tipo de escenas en el cine surcoreano.
Sus dos películas sucesivas, Project Wolf Hunting y Cazadores en tierra inhóspita, también incluyeron buena cantidad de escenas de acción que la actriz llevó a cabo sin recurrir a dobles. Particularmente esta última, distribuida por Netflix, supuso que muchos espectadores la descubrieran y se interesaran por ella.

## Filmografía

### Películas
| Año  | Título                        | Hangul        | Papel                           | Notas        | Ref.                |
| ---- | ----------------------------- | ------------- | ------------------------------- | ------------ | ------------------- |
| 2012 | Love 911                      | 반창꼬        | Mujer del rescate de emergencia | Reparto      | [ 11 ]              |
| 2018 | Our body                      | 아워 바디     | Kang Hyun-joo                   | Protagonista | [ 12 ]              |
| 2019 | Romang                        | 로망          | Médico de sala de emergencias   | Reparto      |                     |
| 2021 | Blow, Sword Wind              | 불어라 검풍아 | Yeon-hee                        | Protagonista | [ 1 ] [ 13 ]        |
| 2022 | Project Wolf Hunting          | 늑대사냥      | Jo Soo-jin                      | Reparto      | [ 8 ]               |
| 2024 | Cazadores en tierra inhóspita | 황야          | Eun-ho                          | Protagonista | [ 9 ] [ 14 ] [ 10 ] |

### Series de televisión
| Año     | Título                                      | Papel                              | Canal | Notas         | Ref.          |
| ------- | ------------------------------------------- | ---------------------------------- | ----- | ------------- | ------------- |
| 2012    | To the Beautiful You                        | Departamento de gimnasia           | SBS   |               |               |
| 2013-14 | The Firstborn                               | Na Tan-sil                         | JTBC  |               |               |
| 2014    | 3 Days                                      | Guardaespaldas presidencial        | SBS   |               |               |
| 2014-15 | Dr. Frost                                   | Ji-min                             | OCN   | Ep. 2         |               |
| 2016    | Six Flying Dragons                          | Bi-wol                             | SBS   |               |               |
| 2018-19 | Fates and Furies                            | Secretaria Kwon                    | SBS   |               |               |
| 2020    | Was it Love                                 |                                    | JTBC  | Ep. 1-2       |               |
| 2021    | Mine                                        | Subdirectora de la galería de arte | tvN   |               | [ 4 ]         |
| 2023    | The Police Station Next to the Fire Station | Esposa de Seon-yeol                | SBS   | 2.ª temporada | [ 15 ] [ 16 ] |